# Apospasta montana
Apospasta montana là một loài bướm đêm trong họ Noctuidae.